# Dario Varga
Dario Varga, slovenski filmski in gledališki igralec, * 14. julij 1961, Novi Sad, Srbija.
Na AGRFT v Ljubljani je študiral dramsko igro ter diplomiral leta 1989. Že med študijem je igral v predstavah mariborske in ljubljanske Drame, pozneje v SLG Celje, Koreodrami Ljubljana, Teatru 55, občasno tudi v tujini (Hrvaška). Od leta 1989 je član ansambla Slovenskega mladinskega gledališča v Ljubljani.

### Zasebno
Rodil se je v Novem Sadu, saj so njegovega očeta poslali tja na delo. Eno leto po njegovem rojstvu se je družina vrnila v Slovenijo. Poročen je s koreografinjo in režiserko Natalijo Manojlović, s katero ima hčer. Iz ene od prejšnjih zvez ima sina.

## Filmi
- Primer Feliks Langus ali kako ujeti svobodo (1991)
- Halgato (1995)
- Mokuš (2000)
- Barabe! (2001)
- Kajmak in marmelada (2003)
- Petelinji zajtrk (2007)
- Traktor, ljubezen in Rock'n'Roll (2008)
- Pirandello (2008)
- Stanje šoka (2011)
- Glumim, jesam (2018)
- Dedek gre na jug (2022)

## TV serije
- Strici so mi povedali (1985)
- Teater Paradižnik (1994)
- Naša mala klinika (2004–-2007)
- Življenja Tomaža Kajzerja (2013)
- Počivali u miru (2015)
- Več po oglasih (2016)
- Ena žlahtna štorija (2017)
- Gorske sanje (2018)
- Primeri inšpektorja Vrenka (2021, 2023)
- Ja, Chef! (2021– )

## Nagrade
- 2017 – nagrada žlahtni komedijant na festivalu Dnevi komedije
- 2010 – Borštnikova nagrada za izjemno kolektivno stvaritev v predstavi Preklet naj bo izdajalec svoje domovine!
- 1998 – nagrada festivala Zlata paličica za igralske kreacije, v predstavi Stari prijatelji
- 1993 – nagrada ZDUS za vlogo Mariane (Tartif, SMG)
- 1989 – študentska Prešernova nagrada za vlogo Garcina (Zaprta vrata, AGRFT)